# Ermita de San Lorenzo (Sant Adrià)

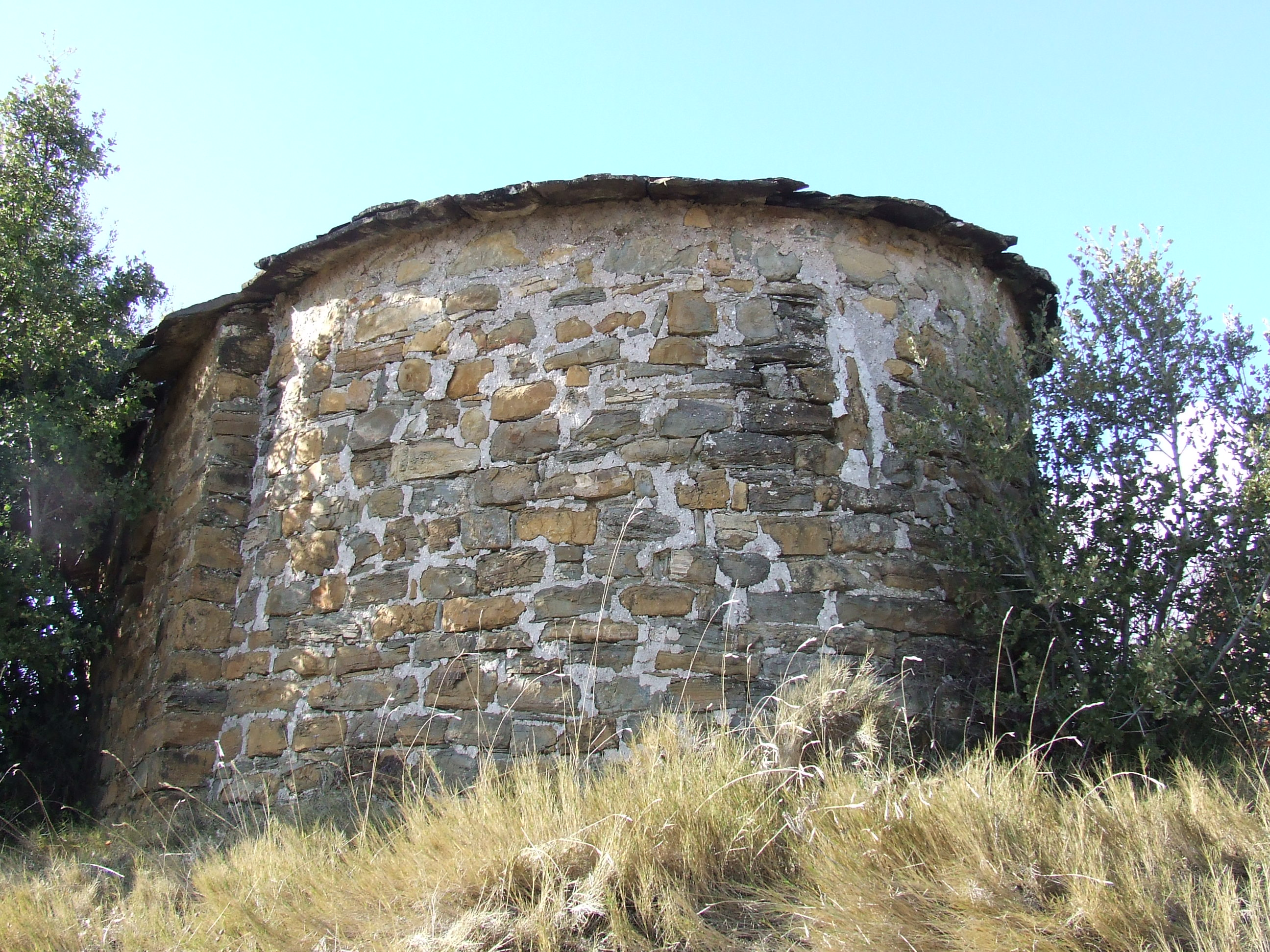
Ábside la ermita

San Lorenzo de Sant Adrià es una ermita románica del pueblo de Sant Adrià, perteneciente al término de Tremp, provincia de Lérida. Era una capilla dependiente de la parroquial de Sant Adrià. Está situada unos 100 metros al norte del pueblo.
Se trata de un templo muy transformado, de una sola nave, con ábside semicircular a levante, abierto a la nave por un corto arco triunfal. La bóveda es de cañón, y está partida en dos secciones por un arco toral.
La iglesia se debió derrumbar por el lado de poniente, ya que presenta una reconstrucción que desvirtúa bastante la obra original. Conserva una ventana de un solo derrame en el centro del ábside. El sillar es irregular, pero muestra bastantes elementos de la construcción original románica, que es del siglo XII, si bien dentro de una línea rústica.